# Biquinhas
Biquinhas é um município brasileiro do estado de Minas Gerais. De acordo com o censo realizado pelo IBGE em 2022, sua população é de 2.383 habitantes.
A região de Três Marias, onde está localizado o município, foi habitada primitivamente por diversas tribos indígenas, inclusive os abaetés. Em 1850, possivelmente, chegaram os primeiros colonizadores Manoel Mendes de Souza e seus irmãos, e depois Paulo Eugidio Xavier, Cirilo Jacob Vargas, Eugenio e Vicente Ferreira do Amaral, considerados fundadores da localidade .
Fixando-se no aldeamento, dedicaram-se à garimpagem, atividade que atraiu novos faiscadores ao local. Posteriormente, a agricultura e a criação de gado bovino assumiram a liderança econômica da região, determinando seu crescimento. O topônimo prende-se a um período de seca no final do século XIX, quando apenas uma cacimba, onde os moradores colocavam bicas de bambu para apanhar água limpa, escapou ao flagelo. Essas saídas formavam somente uma bica de água .